# La funeraria
La Funeraria es una película de horror y drama argentina del año 2021 escrita y dirigida por Mauro Iván Ojeda y producida por Del Toro Films. La trama de la película sigue a una disfuncional familia argentina que vive en una casa funeraria, cuya actividad paranormal acaba por exponer un secreto sobre ellos. Fue distribuida en cines de su país de origen Argentina a partir del 5 de agosto mientras que para el resto de Latinoamérica fue proyectada en 12 de agosto del 2021 en su mayoría en formato Video on demand.
Producida como una película de horror de presupuesto moderado "La funeraria" recibió críticas positivas tanto por parte de medios anglosajones como hispanos así como haber recibido una distribución en varios países extranjeros a través del streaming Shudder.

## Argumento
Bernardo es un hombre de mediana edad encargado de una casa funeraria quien a su vez tiene su hogar en su negocio donde vive junto al resto de su familia: Estela su esposa e Irina su hijastra adolescente. Aunque los tres ocasionalmente son expuestos a actividades paranormales como la presencia de espíritus de fallecidos o avistamientos de los mismos, ni Bernardo o Estela se pronuncian sorprendidos mientras que Irina insiste en mudarse con su abuela.  
Con el paso del tiempo Bernardo ha ido poco a poco sustituyendo la necesidad de su familia por la presencia de dos espectros de una mujer y una niña respectivamente entre otras razones porque Estela se pasa la mayor parte de los días medicada por su medicina e Irina se rehúsa a verlo como una figura paterna prefiriendo presenciar al espíritu de su fallecido padre. Después de que Irina es acechada por un espectro durante la noche, la adolescente consigue convencer a su madre de finalmente mudarse de la casa. 
Esa misma noche mientras un desesperado Bernardo intenta contactar a los espíritus de Carmen y Melina, el nota que hay otra presencia en la casa. Eventualmente Estela también es atacada por la entidad cuando intenta usar un baño portátil el cual es movido violentamente cuando ella entra. En respuesta ambos contactan a una chamán de nombre Ramona con la esperanza de disipar la actividad paranormal en la casa. Ramona con el uso de sus métodos confirma que el padre de Bernardo y suegro de Estela, Salvador es la fuente del violento ataque al explicar que le ofreció a un demonio las almas de todos lo ocupantes incluyendo la de su propio hijo y que al ser incapaz de revocar la oferta esto derivo en el aumento de espíritus repartidos en la casa y la subsecuente llegada del demonio que ha esperado pacientemente la oportunidad de atacar a la familia. 
La chamán advierte que deben realizar un ritual espiritual para desvincular al demonio así como también forzar a Estela de involucrar a Irina, ya que ella también es un blanco del demonio de forma involuntaria. Una vez que los tres se reúnen, Ramona les hace beber un brebaje con la instrucción de evitar una posesión demoniaca y les instruye el permanecer dentro de un círculo para así protegerse. Sin embargo Irina le manda un mensaje a su abuela suplicándole que la recoja del hogar lo que le da al demonio un huésped para poseer y así atacar a todos. 
Usando el cuerpo de la abuela, el demonio se arma con un cuchillo, apuñala a Ramona en el cuello y procede a perseguir al resto de la familia; tanto Estela como Bernardo le piden a Irina refugiarse en uno de los cuartos en la funeraria. Al ver a una agonizante Ramona entrar en uno de los círculos en el patio, intenta escapar de la casa al buscar las llaves en uno de los ataúdes, una malherida Estela se sacrifica por ella al distraer al demonio, permitiéndole esconderse dentro del baño portátil mientras que Ramona usa sus últimas fuerzas para exorcizar el demonio del cuerpo de la abuela con éxito. En una fantasía Irina realiza una danza delante de su madre, su ahora desposeída abuela y el fantasma de su padre antes de comprender que fue la única sobreviviente de la matanza.

## Elenco

### Principal
- Luis Machín como Bernardo
- Celeste Gerez como Estela
- Camila Vaccarini como Irina

### Secundario
- Hugo Arana como Salvador
- Susana Varela como Ramona, la shaman
- Graciela Bonomi como la Abuela

## Producción
La película es el primer largometraje de Iván Ojeda que basó parte de la trama en una funeraria real que también fungía como hogar de una familia de la que era muy cercano en su niñez. Para la redacción del guion Ojeda basó la trama en el concepto ominoso de Sigmund Freud al abordar el terror desde lo social y describiendo el concepto como los protagonistas "viviendo su propio infierno en el mismo infierno".
Gracias a su proyección en festivales de cine como Fantasía Sitges y Frightfest, el filme terminó siendo adquirido por la plataforma Shudder que distribuyó la cinta por varios países tales como Estados Unidos, Canadá, Reino Unido, Australia, Nueva Zelanda y Rusia. La película tuvo su proyección en el Festival Internacional de Cine Fantasía en Canadá recibiendo críticas favorables de medios anglosajones en los que fue comparado con filmes como Poltergeist o Hereditary desde junio del 2020.

## Recepción

### Taquilla
Para su distribución La funeraria tuvo un modelo híbrido de proyección en cines y por streaming, siendo exhibida en cines de Argentina y Rusia. Box Office Mojo reportó que durante su exhibición en cines de Rusia recaudó un total de doscientos noventa y cinco mil trescientos veintisiete dólares.

### Críticas
La película recibió críticas positivas por la prensa especializada, en Rotten Tomatoes sostiene un 80% de aprobación basada en 15 reseñas en su mayoría favorables:
Joseph Luzán de terror weekend calificó a la película con tres estrellas de cinco adulando la dirección de Ojeda, la banda sonora así como las actuaciones de Vaccarini, escribiendo: "Para acabar decir que estamos ante una cinta sin demasiadas complicaciones que cumple con creces su propósito: que pasemos miedo. Parece una cosa fácil pero visto lo visto últimamente, es algo que valoramos muy positivamente". En contraste Wendy Ide le dio una crítica mixta a la película considerando que la trama desaprovecha su peculiar concepto: "Hay una idea muy intrigante en el corazón de esta película pero el tono es demasiado incierto para cobrar impulso. La funeraria puede estar llena de fantasmas pero sus sustos reales son pocos y distantes entre sí."
En su crítica para Cine maldito Alex P. Lascort consideró al largometraje como una reivindicación del género del terror pero también la consideró apresurada y con muchas preguntas sin resolver así como criticar su final, concluyendo: "Así pues La Funeraria acaba siendo poco más que un remedo del universo Expediente Warren. Espíritus con mala leche, mediums salvando (o intentándolo) la situación, problemillas familiares de fondo y un buen catálogo de pretendidos sustos que van desde el escalado tensional hasta el ‹scare jump› en dosis racionadas en modo piloto automático".
Selecciones en Festivales
La película La Funeraria obtuvo distinguidas selecciones oficiales en prestigiosos festivales de todo el mundo.
-FANTASIA FILM FESTIVAL (Canadá), donde cosechó grandes críticas y fue ubicada como una de las cinco películas a no perderse de la edición del festival 2020.  
-FESTIVAL DE CINE DE SITGES (Barcelona), selección oficial panorama Fantástico de la edición 2020.
-LONDON FRIGHTFEST FESTIVAL, selección oficial edición 2020 del festival.
-FANTASPORTO (Portugal), selección oficial de la edición 2020 del festival.